# Alexander Heinrich (Fußballspieler)
Alexander Heinrich (russisch Александр Рудольфович Гейнрих, Alexander Rudolfowitsch Geinrich; usbekisch Aleksandr Geynrix; * 6. Oktober 1984 in Angren, Usbekische SSR, Sowjetunion) ist ein russisch-usbekischer ehemaliger Fußballspieler. Der Russlanddeutsche ist in der Nationalmannschaft Usbekistans aktiv. Sein Name wird im westlichen Ausland auch häufig in der Schreibweise Alexander Geynrikh angegeben.

## Karriere
Alexander Heinrich wurde 1984 in eine russlanddeutsche Familie im damals sowjetischen Angren geboren. Professionell Fußball zu spielen begann er ab 2001 beim FC Dustlik, bei dem auch andere usbekische Spieler, wie etwa Wjatscheslaw Ponamarjow oder Schafar Irismetow mit dem Profifußball begonnen hatten.
Von dort wechselte Heinrich im Jahr darauf zu Pachtakor Taschkent. Im Jahr 2002 brachte es der Stürmer dort auf 23 Einsätze und 9 Tore und wurde auch erstmals in der usbekischen Nationalmannschaft eingesetzt. Im selben Jahr wurde er auch zum usbekischen Fußballer des Jahres gewählt. Schließlich verpflichtete ihn der PFK ZSKA Moskau im Jahr 2003. Beim ZSKA kam Heinrich nur zu zwei Einsätzen in der Profimannschaft und wurde überwiegend in der zweiten Mannschaft eingesetzt. 2005 kehrte er kurz zu seinem alten Club Pachtakor zurück, bei dem er es auf fünf Tore in zwölf Einsätzen brachte.
Im selben Jahr wurde Heinrich von Torpedo Moskau verpflichtet. Bei Torpedo kam Heinrich zu 21 Einsätzen, ohne ein Tor zu erzielen. 2007 kehrte er erneut zu Pachtakor Taschkent zurück, für die er bis 2011 in 73 Spielen (39 Tore) eingesetzt wurde. Anfang 2011 wurde er für ein Jahr an die koreanische Mannschaft Suwon Samsung Bluewings ausgeliehen, in der er 19-mal eingesetzt wurde. Anschließend wechselte Heinrich 2012 zum Emirates Club in Ras al-Khaimah. Für den Verein aus den Vereinigten Arabischen Emiraten absolvierte er aber nur sechs Spiele, bis er vom kasachischen Klub FK Aqtöbe verpflichtet wurde.
Mit der usbekischen Nationalmannschaft absolvierte er bisher (Stand: März 2014) insgesamt 84 Spiele, in denen er 28 Tore erzielte.

## Erfolge
- Kasachischer Meister: 2013